# Domenico Turitto
Domenico Turitto (Cassano delle Murge, 25 maggio 1847 – Adua, 1º marzo 1896) è stato un militare italiano, assegnato al Regio Corpo Truppe Coloniali d'Eritrea. Partecipò alla Guerra d'Eritrea prendendo parte all'occupazione di Cassala alla testa del I Battaglione fanteria indigena, distinguendosi nel seguente combattimento contro i 
Dervisci. Durante la Guerra d'Abissinia combatte durante la battaglia di Adua con il suo reparto, assegnato all'avanguardia della Brigata indigena al comando del maggiore generale Matteo Albertone. Decorato con una Medaglia d'argento e una di Medaglia di bronzo al valor militare, e con la Croce di Cavaliere dell'Ordine dei Santi Maurizio e Lazzaro.

## Biografia
Nacque a Cassano delle Murge, che allora faceva parte del Regno delle Due Sicilie, il 25 maggio 1847, figlio dell'avvocato Sante e di Antonia Recchia. Terminati gli studi liceali si arruolò nel Regio Esercito entrando nella Regia Accademia Militare di Modena da cui uscì con il grado di sottotenente il 17 giugno 1866, in tempo per partecipare alla terza guerra d'indipendenza, ma fu mandato in servizio nel 60º Reggimento fanteria "Calabria" di stanza a Napoli dove prese parte alle operazioni di repressione delle rivolte scoppiate tra la popolazione civile in quello stesso anno.
Seguì il suo reggimento quando questo fu mandato di guarnigione a Torino, venendo promosso tenente nel 1873 e capitano nel 1882, frequentando quindi la Scuola di guerra dell'esercito. Trasferito al 37º Reggimento fanteria nel corso del 1885  prese parte alla spedizione condotta dal colonnello Tancredi Saletta che portò all'occupazione definitiva di Massaua. Rimasto in Colonia, il 3 marzo 1886 ricevette una Menzione Onorevole, tramutata poi in Medaglia di bronzo al valor militare. Rientrato in Italia andò a prestare servizio nuovamente presso il 37º Reggimento fanteria, divenendo successivamente Aiutante di campo del generale Carlo Genè.
Il 2 novembre 1887 partì nuovamente per l'Africa orientale al seguito della spedizione condotta dal generale Alessandro Asinari di San Marzano,  destinato a prestare servizio presso il Battaglione autonomo Cacciatori d'Africa, passando nel 1888 al I Reggimento fanteria indigena. Nel 1889 assunse il comando del IV Battaglione indigeni partecipando all'accupazione dell'Asmara condotta dal generale Antonio Baldissera nel mese di agosto, e rientrando in Patria il 25 dicembre 1890 per prestare servizio come Aiutante di campo nel 5º Reggimento della Brigata fanteria "Aosta". Andò nuovamente in Eritrea verso la fine del 1892, assumendo il comando del I Battaglione indigeni,  e fu promosso maggiore nel corso del 1893. Il 17 luglio dell'anno successivo partecipò all'occupazione della città sudanese di Cassala, venendo insignito della Croce di Cavaliere dell'Ordine dei Santi Maurizio e Lazzaro  per essersi distinto nel combattimento contro i Dervisci.
Il generale Oreste Baratieri rimase a Cassala fino al 23 luglio con il grosso delle truppe dando, nel contempo, le disposizioni necessarie a rendere l'occupazione stabile. Lasciò fino al giorno 29 il generale Arimondi con un battaglione con il compito di aiutare quello del maggiore Turitto nella costruzione del forte, ed una volta terminata la realizzazione quest'ultimo vi si stabilì con 4 compagnie, le bande dei Sabderat, degli Ad Omar e la sezione artiglieria con due pezzi da montagna, per un totale di 1.000 uomini.

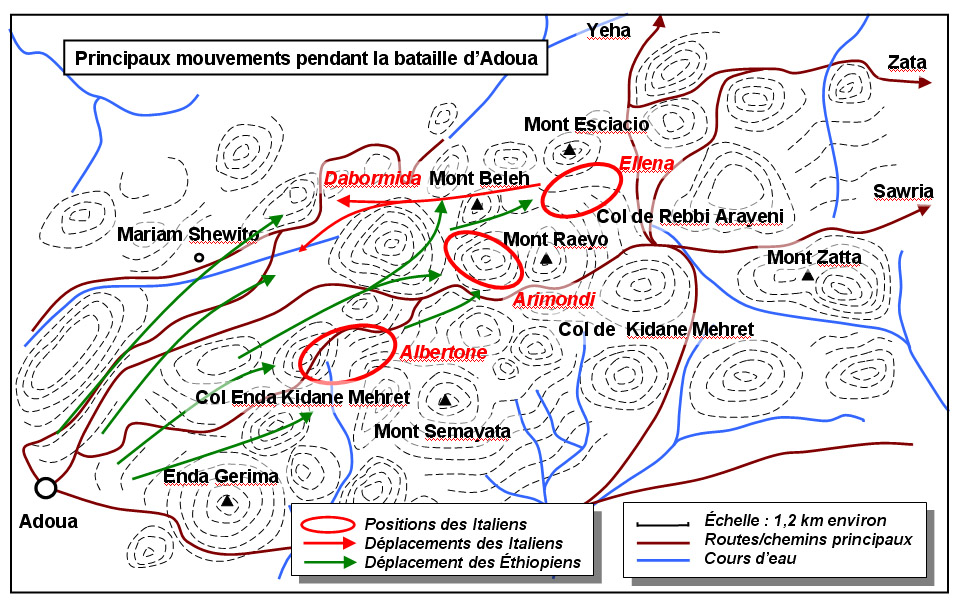
I principali movimenti delle grandi unità italiane durante il corso della battaglia di Adua

Rimase di guarnigione in questa città fino allo scoppio della guerra d'Abissinia. Alla vigilia della battaglia di Adua il suo battaglione fu messo all'avanguardia della Brigata Indigeni al comando del generale Matteo Albertone. e mandato dal generale ad occupare un colle in direzione Adua. Alle prime luci dell’alba il reparto fu qui attaccato da una colonna dell’armata etiopica in marcia, dando così inizio alla battaglia. Anziché ritirarsi verso il grosso della brigata egli preferì accettare il combattimento per dare tempo al generale Albertone di schiersi in posizione difensiva.  Impegnato combattimento per diverse ore contro gli armati del Negus Menelik II, rimase ucciso nel corso dell'attacco etiopico, il 1 marzo 1896, e gli fu conferita la Medaglia d’argento al valor militare alla memoria. Il suo corpo non fu mai ritrovato.
A partire da allora, il I Battaglione Indigeni Eritrei venne intestato al suo nome, sino al suo scioglimento nel luglio 1941.
Una via della sua città natale porta in suo nome, così come una di Bari e provincia come Toritto.

### Annotazioni
1. ↑  Il paese si trova nell'attuale provincia di Bari.
2. ↑  Denominato anche Battaglione "Morandi" dal nome del suo comandante.

### Fonti
1. 1 2  D'Avray, Pankhurst 2000, p. 5.
2. ↑  McLachlan 2011, p. 5.
3. ↑  McLachlan 2011, p. 7.
4. 1 2 3  McLachlan 2011, p. 17.
5. 1 2  D'Avray, Pankhurst 2000, p. 86.
6. ↑  McLachlan 2011, p. 8.
7. ↑  Gli italiani in Africa orientale: le battaglie contro i dervisci>
8. ↑  McLachlan 2011, p. 9.
9. ↑  McLachlan 2011, p. 14.
10. 1 2  Bellavita 1930, p. 164.
11. ↑  McLachlan 2011, p. 15.
12. ↑  Zorzetto, Studioemme 2003, p. 110.